# Serrat de les Coves
El Serrat de les Coves és una serra del municipi de Conca de Dalt, antigament del de Toralla i Serradell, situada en l'àmbit del poble de Rivert.
És a ponent de Rivert, al nord-oest de la Solana de les Coves. En el seu extrem sud-oriental enllaça amb el Serrat del Gargallar. El Serrat de les Coves està delimitat al nord-est pel barranc del Balç i al sud-oest pel barranc dels Escarruixos. El seu extrem septentrional és el turó de l'Encreuament, on enllaça amb el Serrat de la Rebollera. En el seu vessant nord s'estén l'Obaga de la Font del Cristall.